# Magic Kingdom
Le Magic Kingdom, ou Royaume enchanté est le parc à thèmes construit à l'image de Disneyland pour Walt Disney World Resort. Il a été ouvert le 1er octobre 1971 à Orlando en Floride, à l'extrême nord du complexe de Walt Disney World Resort, au bout d'une autoroute privée de près de 10 kilomètres, la World Drive. Sa superficie de 43,3 hectares, située entre celle de Disneyland en Californie (37 ha) et celle de parc Disneyland en France (55 ha), n'est pas utilisée dans sa totalité, principalement derrière Fantasyland. Il est délimité par le train qui encercle le parc.
À la différence de son grand frère de Californie, tous les alentours du parc sont sous le contrôle total de la firme Disney.

## Dédicace
« Walt Disney World is tribute to the philosophy and life of Walter Elias Disney… and to the talents, the dedication, and the loyalty of the entire Disney organization that made Walt Disney's dream come true.

May Walt Disney World bring Joy and Inspiration and New Knowledge to all who come to this happy place… a Magic Kingdom where the young at heart of all ages can laugh and play and learn -- together. »
— Roy O. Disney, octobre, 1st 1971.

« Walt Disney World est un hommage à la philosophie et à la vie de Walter Elias Disney… et aux talents, au dévouement et à la loyauté de toute l'organisation Disney qui ont permis de réaliser le rêve de Walt Disney.
Puisse Walt Disney World apporter Joie, Inspiration et Connaissances Nouvelles à tous ceux qui viennent dans ce lieu enchanté… un Royaume Magique où les jeunes de cœur de tout âge peuvent rire, jouer et apprendre -- ensemble. »

— Roy O. Disney, 1er octobre 1971.

## Parc à thèmes
Le parc du Magic Kingdom à l'instar de Disneyland est aussi découpé en pays. Le château emblème du parc est celui de Cendrillon, et fait plus de 18 étages. Le Walt Disney World Railroad tourne autour du parc et en délimite le périmètre, il marque des arrêts à Main Street, Frontierland et Mickey's Toontown Fair.
En raison de l'espace important du domaine, le parc est beaucoup plus verdoyant et espacé que son frère de Californie, Disneyland. Grâce au drainage du Seven Seas Lagoon, la zone marécageuse située sous le futur parc fut rehaussée de près de 5 mètres. Le parc fut conçu en tenant compte des erreurs « découvertes » à Disneyland. L'exemple le plus flagrant est la construction sous le parc d'un sous-sol (appelé utilidor), afin de faciliter le travail en coulisse.

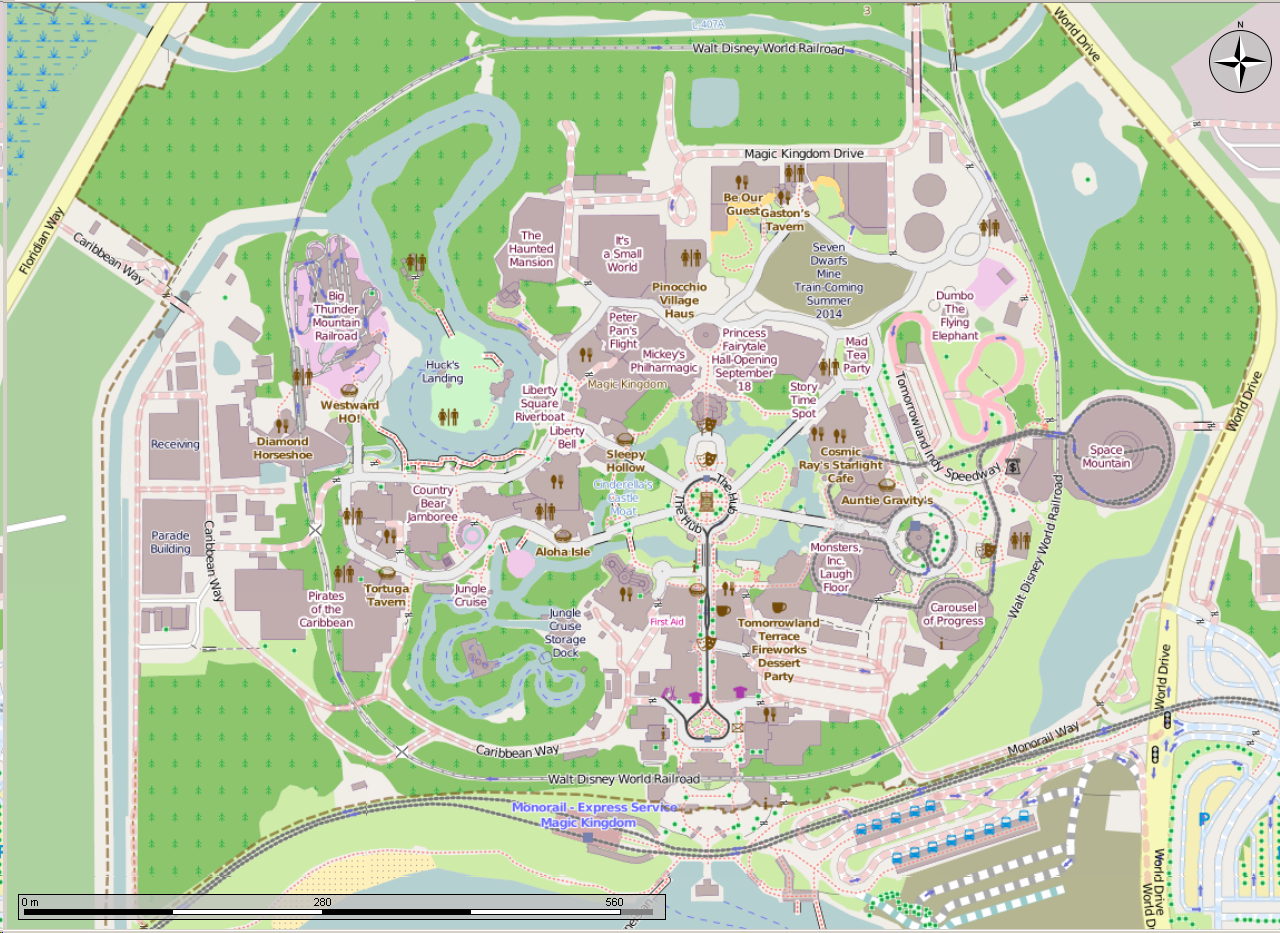
Plan du parc.

La petite histoire voudrait que Walt Disney lors d'une visite à Disneyland rencontre des « cow-boys » dans Tomorrowland. Après leur avoir demandé la raison de leur présence dans une partie du parc sans rapport avec leurs costumes, Walt apprit que ce chemin était le seul pour eux de retourner en coulisse. Pour résoudre ce problème le parc possède un étage souterrain réservé aux employés. Ainsi la partie « visiteurs » de Main Street, USA et la plupart des zones de restaurants/boutiques sont en réalité au premier étage. De nombreux couloirs et salles permettent aux employés de passer discrètement des coulisses à leurs lieux de travail, de se reposer ou de ravitailler les boutiques et restaurants. Des petites voiturettes permettent de se déplacer et un innovant système pneumatique de ramassage des déchets complète même le dispositif afin de ne pas voir de camion poubelle.

### Main Street USA

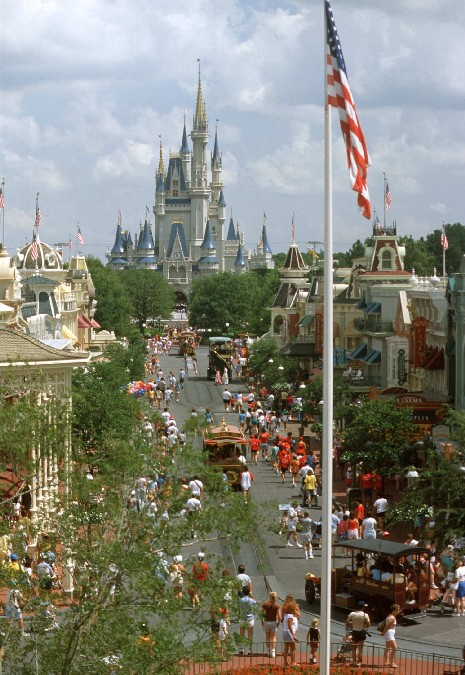
Main Street, USA.

Ce pays est basé sur le stéréotype d'une rue principale d'une ville américaine du début du XXe siècle. C'est le souvenir enjolivé de la petite ville de Marceline, Missouri où vécut Walt Disney dans son enfance. Main Street, USA contient de nombreuses boutiques et restaurants et est le seul pays sans réelle attraction permanente en dehors de lieux d'exposition et un cinéma diffusant des courts métrages de Mickey.
Après l'entrée située sous la gare, le visiteur arrive sur Town Square, mais l'aspect est légèrement plus récent que Disneyland, 10 ans tout au plus. L'électricité est apparue mais l'éclairage au gaz existe encore, c'est le début de la révolution industrielle. Les éléments décoratifs comprennent plus de métal et ouvragés, aussi plus fins.
Ensuite sur quatre pâtés de maisons (blocs), séparés par une rue à angle droit, s'agencent les boutiques et restaurants. L'Emporium comme à Disneyland occupe le premier bloc à gauche, c'est la plus grande boutique du parc. Il est indiqué comme ayant été fondé en 1901, date de naissance de Walt Disney. Son architecture victorienne dénote des influences européenne dont le style édouardien et est datée d'après les imagineers aux alentours de 1903. Depuis 2002, Center Street la rue derrière l'Emporium a été en grande partie supprimée afin de relier les deux blocs et former avec les boutiques du second bloc de gauche une boutique encore plus grande. L'extension accueille principalement un dôme en verre et de nombreuses portes.
Sur la place de Town Square, une statue sculptée par Blaine Gibson de Roy Oliver Disney assis sur un banc avec Minnie Mouse rend hommage au frère de Walt Disney tandis qu'une autre statue du même sculpteur située à l'autre bout de Main Street représente Walt debout tenant Mickey par la main.

À côté du City Hall, la caserne de pompier porte le numéro 71, année d'ouverture du parc et présente une collection d'insignes de pompiers offerte par des visiteurs

Entre 1973 et octobre 1992, de l'autre côté de la place, l'opéra accueillait The Walt Disney Story pour le 50e anniversaire de Walt Disney Productions, composé d'une exposition de souvenirs et un documentaire sur Walt Disney dans deux théâtres de 300 places.
La plupart des fenêtres des seconds étages (troisième en réalité) comporte des publicités avec le nom des personnalités et artistes ayant contribué à la Walt Disney Company. Ainsi Roy E. Disney, et sa femme Patty, côtoient Dick Nunis (président de Walt Disney Attractions), John Hench (artiste depuis 1939 et président de WED Enterprises) ou Dick Irvine et Bill Martin (responsables design). Les publicités croquent les artistes sous la forme de commerçants et exerçants d'une profession libérale.
Au bout de Main Street, la place du château est constituée d'une grande île verdoyante formant le hub (voir l'organisation radiale du parc) et entre 1973 et 1983 des barques en forme de cygne naviguaient sur cette rivière. Des ponts décorés permettent d'accéder aux autres pays du parc, dont le pont-levis du château pour Fantasyland, un amphithéâtre à ciel ouvert est niché au creux des deux rampes d'accès au pont.
De chaque côté du pont menant de Main Street à l'île centrale, des restaurants avec terrasses créent un lieu magique. Les terrasses mènent de chaque côté à deux autres restaurants. Celui de gauche, le Crystal Palace à l'origine une cafétéria et devenu en 1996 un buffet, permet la transition avec Adventureland avec son style victorien et sa ressemblance aux serres des colonies britanniques, dont la serre San Francisco Conservatory of Flowers, le Kew Gardens à Londres et le Crystal Palace de New York, tous s'inspirant de celui de Londres :
« Ce bâtiment a été construit en hommage au Crystal Palace de la grande exposition de 1851 à Londres qui s'est tenue dans Hyde Park. Cette exposition fut l'apogée et la commémoration de l'art victorien. Ce bâtiment était le hall d'exposition principal avec des restaurants, des fontaines, un cirque et même des jardins arborés, le tout sous une immense verrière de 3-4 étages. Il fut détruit par un incendie en 1936. »[réf. souhaitée]
Entre le 20 mai 1973 et août 1983, des barques en forme de cygne, nommées Plaza Swan Boats naviguaient autour de l'île centrale.

### Adventureland
C'est plus un exotisme de cinéma qu'un lieu réel. Le pays est découpé en deux parties bien distinctes.

La première s'articule autour du Swiss Family Treehouse (la Cabane des Robinsons). C'est un exemplaire de Disneyodendron, au cœur de métal et recouvert de béton avec des feuilles en plastiques, dont le frère à Disneyland a été remplacé par l'arbre de Tarzan. Ses racines "plongent" à 14 mètres dans le sol.
Autour on retrouve :
- Jungle Cruise, une croisière dans les jungles
- Enchanted Tiki Room est une version de l'attraction presque identique à celle de Disneyland.
- Un manège, les Magic Carpets of Aladdin est la copie de celui du parc Walt Disney Studios en France.

La seconde partie ouverte en décembre 1973 s'appelle Caribbean Plaza (la place des Caraïbes). Cette place adopte le style architectural espagnol de l'Amérique du Sud vers 1850. Elle permet une transition avec les bâtiments du pays mitoyen, Frontierland dans la partie juste à côté évoque l'Ouest américain et le Mexique. 
- L'attraction principale est Pirates of the Caribbean, similaire à celle de Disneyland, dont la façade adopte le style de la place. Elle s'inspire du Castillo San Felipe del Morro à San Juan sur l'île de Porto Rico, construit au XVIe siècle par les espagnols[12]. Elle n'a ouvert qu'en 1973 en raison d'une hésitation de la direction de Disney à proposer une attraction sur les thèmes des pirates des Caraïbes, région située à proximité de la Floride[13].

L'ajout d'une thématique autour des déserts de sable et des contes des Mille et une nuits date de 2001 avec l'ouverture de l'attraction sur Aladdin, accompagnée d'une rénovation de l'espace environnant dont une réduction de la place des Tikis. Le haut niveau de détail de la thématique est à accorder au bénéfice du parc Disney's Animal Kingdom, ouvert en 1998 et comportant une zone africaine. Ainsi cette nouvelle zone possède un sol simulant le sable et incorpore des éléments évoquant l'Arabie.

Un exemple de la gestion poussée des détails décoratifs est visible dans cette zone. Une sculpture du toit de l'attraction Enchanted Tiki Room est visible de l'autre côté, dans Frontierland. Elle représente un buffle asiatique, ce qui peut passer pour une évocation des bisons nord américains.

### Frontierland
Depuis la place principale de Liberty Square ou celle de Caribbean Plaza à Adventureland (voir en passant derrière le manège d'Aladdin), s'étend le long de Rivers of America le pays de l'Ouest américain (Far West), Frontierland. La période couverte par ce land est celle des années 1790 à 1880.
Le premier bâtiment à l'entrée du land est un saloon qui accueille le spectacle du Diamond Horseshoe inspiré du french cancan. Comme les bâtiments sont proches de Liberty Square, ils évoquent l'architecture de Saint Louis au Missouri entre 1800 et 1840 lors de l'explosion économique et démographique de la ville, point de départ pour l'Ouest américain. Cette architecture permet d'établir une transition avec la zone de Liberty Square inspirée elle de la fin du XVIIIe siècle.
Un peu plus vers l'ouest (comme dans la réalité) le Grizzy Hall inspiré de l'architecture des forêts du nord-ouest des États-Unis héberge le Country Bear Jamboree. Cette attraction prévue à l'origine par Marc Davis pour le centre de loisirs de Mineral King fut construite en Floride en raison de l'abandon de l'autre projet.
Encore plus vers l'ouest, la montagne de Splash Mountain se dresse dans le prolongement de la berge. Elle a ouvert en juillet 1992, sur l'emplacement de l'ancienne gare du Walt Disney World Railroad, c'est une copie presque conforme de celle de Disneyland. En 1997, une aire de jeux pour enfants a été installé aux abords de Splash Mountain.
Sur la droite (nord) de Splash Mountain, le paysage devient plus désertique, c'est le cœur du Far West des westerns, avec Big Thunder Mountain culminant à 60 mètres, évoquant à la fois le plateau du Colorado et la ruée vers l'or (1848-1849). Un pont enjambant Splash Mountain et un autre semi flottant permettent de rejoindre cette partie conçue comme une presqu'île. La gare de Frontierland a été reconstruite entre les deux montagnes dans un style plus proche du désert de l'Arizona. Le Big Thunder Mountain Railroad est un train fou lancé dans une mine d'or de la montagne. Cette dernière est inspirée des magnifiques paysages de Monument Valley. L'attraction a été inaugurée en novembre 1980 et a permis de rappeler un peu plus le Frontierland de Disneyland avec sa ville de Thunder Mesa.
Au pied de Big Thunder Mountain, un embarcadère permet de rejoindre Tom Sawyer Island grâce à des radeaux.
Sur la gauche de Splash Mountain une voie permet de rejoindre Adventureland et aussi aux chars des parades de rejoindre les coulisses.

### Liberty Square

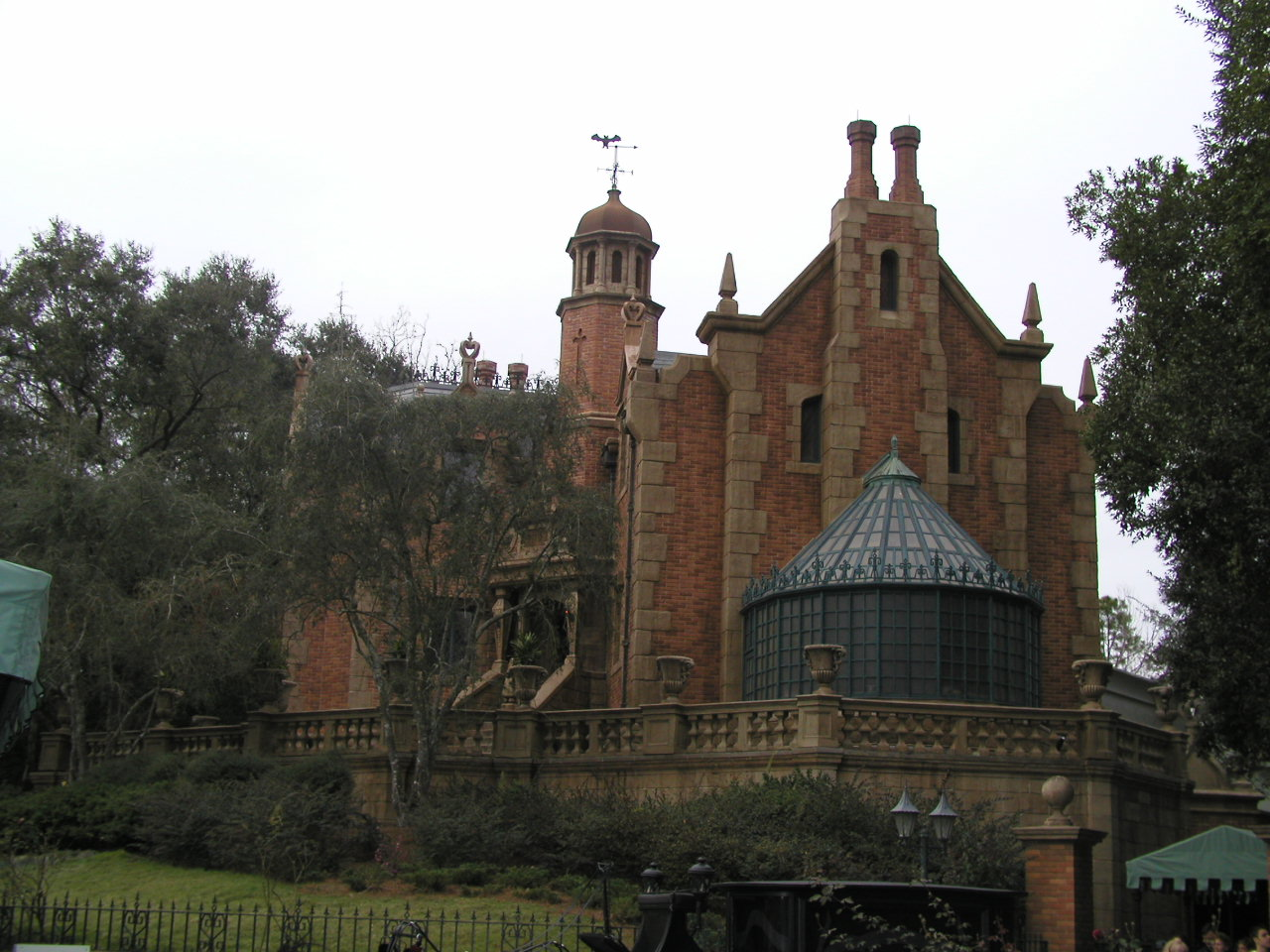
The Haunted Mansion

À partir de la place centrale, le pays dans lequel on entre par un pont en bois n'est pas comme à Disneyland, Frontierland, mais une place d'une ville durant la révolution américaine. C'est le Liberty Square, conçu pour rendre hommage à la révolution américaine, il évoque l'Independence Hall de Philadelphie, construit en 1787. Toutefois Frontierland est située juste de l'autre côté de la place et le style architectural est assez proche. Le thème de ce land, unique dans les parcs Disney, est l'« esprit de 1776 », premiers moments de l'indépendance américaine et marque la « ferveur patriotique de Walt Disney ».
Le Liberty Tree, un chêne quercus virginiana, rappelle l'arbre de Virginie sous lequel les « Fils de la Liberté » se rassemblèrent avant de signer la Déclaration d'indépendance des États-Unis d'Amérique dans l'Independence Hall, treize lanternes y sont accrochées rappelant les treize États fondateurs du pays. Il a été trouvé au sud du complexe de Walt Disney World durant la construction et replanté à cet emplacement où il acquiert une envergure significative.

Une cloche, nommée Liberty Bell est une réplique à l'identique de celle de Philadelphie, coulée dans le même moule et installée dans le parc en 1987 pour le bicentaire de la Constitution des États-Unis.

L'attraction Hall of Presidents siège dans cette reconstruction du bâtiment. Elle raconte l'histoire des États-Unis et présente tous les présidents qui y figurent sous la forme d'audio-animatronics, certains prenant la parole. Les statues sont l'œuvre du sculpteur Blaine Gibson. Au premier étage du bâtiment, une fenêtre comporte deux lanternes allumées en souvenir de la phrase « One if by land, and two if by sea » du poème Paul Revere's Ride de Paul Revere.
De l'autre côté de la place, les Rivers of America accueille le bateau à aube Liberty Belle. Le bateau à vapeur avec une roue à aubes à la poupe commença sa carrière en 1973 sous le nom de Richard R Irvine et faisait le tour de la Tom Sawyer Island, inaugurée la même année. Un incendie se déclara à bord en 1996. Le bateau fut rénové et rebaptisé. Un autre navire, l'Admiral Joe Fowler Riverboat était en service entre 1971 et 1980.
Plus loin sur les rives de Rivers of America, un manoir néo-gothique inspiré par ceux de l'Hudson River devient lugubre à la tombée de la nuit. C'est la maison hantée de Haunted Mansion. L'attraction s'apparente à son homologue californien avec plusieurs scènes supplémentaires. Comme à Disneyland, l'aspect n'est pas délabré afin de respecter la volonté de Walt Disney. Juste avant d'atteindre cette attraction, un chemin mène à Fantasyland.

### Fantasyland

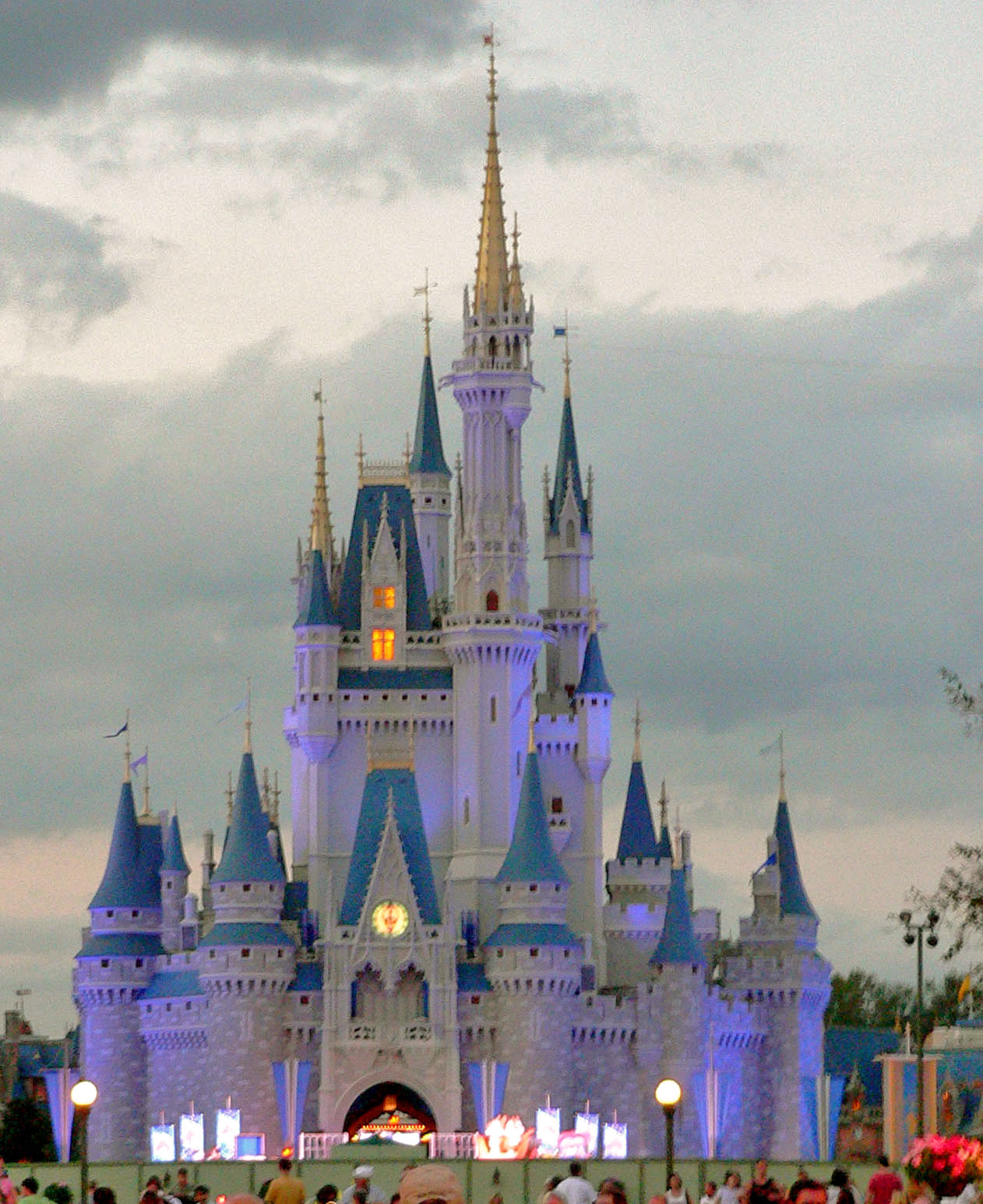
Château de Cendrillon, au centre de Magic Kingdom, point de repère du Magic Kingdom.

Après être passé sous le château de Cendrillon, on arrive dans le pays des contes de fées et des histoires de Disney. On se retrouve dans la cour d'un château européen médiéval, d'architecture gothique, le jour dans un tournoi. Le reste du land évoque des zones parfois plus précises de l'Europe comme le village alpin de Pinocchio, car la plupart des contes adaptés par Disney sont d'origine européenne.
- Le château de Cendrillon est un immense bâtiment de couleur grise et aux toitures bleues, mêlant les murs des château forts et les tours des palais de la Renaissance. Un restaurant existe au premier étage, mais la plupart des visiteurs ne font que contempler les magnifiques mosaïques dorées du couloir traversant le château. Ce dernier est principalement construit en fibre de verre[25]. Comme celui de Disneyland, il est issu des esquisses d'Herb Ryman[26].

Aux abords du château, une délicate fontaine en bronze représente Cendrillon avec ses petits amis, et sur le mur, le dessin d'une couronne peut sous un certain angle devenir celle de Cendrillon
Pour le 50e anniversaire de Disneyland, le château a reçu de nombreuses décorations en or représentant des personnages Disney ainsi qu'un miroir "magique" représentant les différents châteaux des parcs Disney. Parmi les personnages on peut noter Wendy et Peter Pan volant au sommet de la plus haute tour, ou Kaa se lovant sur la tour la plus à droite.
- Dans Cinderella's Golden Carrousel, on retrouve à nouveau les motifs du célèbre personnage de Cendrillon. C'est un carrousel construit en 1917, restauré et transformé pour s'adapter aux thèmes du parc par les équipes de Disney[28].
- En 1994, la pierre et l'épée d'Arthur furent ajoutées entre le carrousel et le château.

Le Magic Kingdom accueille certaines des attractions les plus célèbres de Disneyland mais souvent dans des versions légèrement modifiées. Le parc comprend aussi plus de parcours scéniques répartis dans les deux bâtiments latéraux.
À gauche
- L'une des attractions de gauche, Mickey's PhilharMagic, est un spectacle-concert en 3D, avec les personnages de Disney donnant un concert inspirée de la défunte attraction Mickey Mouse Revue[29].
- Peter Pan's Flight est le voyage de Peter Pan depuis les toits de Londres jusqu'à l'île des enfants perdus, l'attraction est quasi identique à celle de Disneyland, Disneyland Paris, etc.
- It's a Small World est construit non pas comme un pavillon séparé mais intégré au décor de Fantasyland, illustrant un tournoi médiéval. L'attraction se situe dans un bâtiment sur la gauche. Depuis 2005 le décor intérieur de la file d'attente a été modifié afin de faire écho au pavillon de Disneyland.

À droite
- Les tasses de Mad Tea Party, inspirées par Alice au Pays des Merveilles, sont présentées dans une version différente de Disneyland : un immense auvent sert de toit et une théière occupe le centre du manège.
- Dumbo the Flying Elephant fut remplacé en 1993 par une version plus décorée de l'attraction, inspirée de celle du parc Disneyland français et leur nombre passa à 16[30]. En 2012, le manège est dédoublé et étendu dans le cadre de "New Fantasyland 2012".
- L'attraction située juste dans le prolongement du bâtiment, The Many Adventures of Winnie the Pooh est basée sur l'un des personnages favoris de Disney, Winnie l'ourson. Un parcours scénique permet d'entrer dans le livre magique contenant les histoires du petit ourson.

En face de l'attraction, un espace de verdure accueillait depuis 2005 une aire de jeu sur le thème et avec les personnages de Winnie l'ourson sur l'emplacement d'un lac. Avec l'arrivée de la "Fantasyland Forest", la zone de rencontre est déplacée à l'entrée de l'attraction.
- L'entièreté de l'ancienne zone Mickey's Toontown est intégrée à Fantasyland à partir de 2012 sous une nouvelle forme.

#### Fantasyland: Projet «Fantasyland Forest» et «New Fantasyland 2012»
Le 12 septembre 2009, lors de la première D23 Expo, Disney annonce l'agrandissement du Fantasyland du Magic Kingdom avec l'ajout de plusieurs attractions basées sur les gammes de produits Princesses Disney et Disney Fairies en deux phases, la première en 2012 et la seconde en 2013. En contrepartie, Mickey's Toontown sera détruit. Le 18 janvier 2011, le projet est légèrement modifié avec l'ajout d'un petit train de la mine de Vekoma sur le thème des Sept nains de Blanche-Neige et le transfert de la section Pixie Hollow dans le parc Disney's Hollywood Studios. Celle-ci devrait se composer d'une attraction similaire à Cars Quatre Roues Rallye, un point de rencontre des fées, le tout en étant rétréci à la taille des fées. Le 7 août 2012, Disney annonce l'ouverture du "New Fantasyland 2012" du Magic Kingdom pour le 6 décembre 2012. Le 12 août 2012, Robert Iger révèle que le budget alloué à ces rénovations est de 425 millions de dollars.
L'extension comprend :
- Première phase (2012) :
  - La refonte complète de Dumbo the Flying Elephant qui est déplacé[32]. L'attraction prend place là où se situait précédemment une partie de Mickey's Toontown Fair. Dumbo devient une zone à elle seule, avec le doublement du manège, la création d'une file d'attente de nouvelle génération (des jeux et des activités au lieu de cordes en avançant lentement) le tout avec le thème du cirque en toile.
  - Le land Mickey's Toontown Fair est entièrement détruit ; les tentes ainsi que les maisons de Mickey et Minnie sont supprimées, les montagnes russes junior Goofy's Barnstormer reçoivent un nouveau thème. Le thème du cirque de Toontown Fair étant proche de celui du cirque Dumbo, Goofy's Barnstormer est renommée The Barnstormer featuring Goofy as the Great Goofini[33].
  - Enchanted tales with belle, un meet and greet interactif de Belle composé d'animatronics.
  - Deux nouveaux restaurants Gaston's Tavern (restaurant de comptoir) et Be Our Guest Restaurant dans le château de la Bête (service à table, 552 places)[32]. Le 14 septembre 2012, Disney confirme qu'avec l'ouverture du restaurant Be Our Guest au Magic Kingdom, la politique de ne pas servir d'alcool dans ce parc prendra fin[36]
  - The Little Mermaid: Ariel's Undersea Adventure, une attraction sur La Petite Sirène, déjà en construction à Disney California Adventure[32].
- Seconde phase (2014)
  - Seven Dwarfs Mine Train, des montagnes russes junior sur le thème des Sept nains de Blanche-Neige[33].

#### Fantasyland: Attractions disparues
- Mr. Toad's Wild Ride. Une attraction spéciale du Magic Kingdom, Mr. Toad's Wild Ride racontait sous la forme d'un parcours scénique les aventures de M. Crapeau. Elle ferma pour être remplacée en 2001 par Many Adventures of Winnie the Pooh.
- Le Skyway. Jusqu'en 1999, des nacelles permettaient de rejoindre par la voie des airs Tomorrowland. Le Skyway partait du pavillon suisse de Fantasyland situé à l'entrée ouest et menant à Frontierland et déposait les visiteurs aux pieds de Space Mountain dans Tomorrowland. Depuis, seul l'ancien bâtiment d'accès au Skyway de Fantasyland a été conservé et transformé en aire de parking pour les poussettes.

- Le Théâtre de Fantasyland. À l'ouverture, l'attraction Mickey Mouse Revue permettait de voir et entendre un concert donné par les personnages de Disney sous la direction de Mickey, le tout en audio-animatronics. En septembre 1980, la société Disney a décidé de déménager l'attraction à Tokyo Disneyland qui rouvrit en 1983[29]. En 1986, l'ouverture de Captain Eo à Epcot permit d'occuper le théâtre vacant par les Magic Journeys. L'attraction perdura jusqu'en décembre 1993 quand l'emplacement fut consacré à la Légende du Roi Lion. Cette dernière, un spectacle avec marionnettes, personnages costumés et danseurs, ouvrit en juillet 1994 et ferma en 2001 pour être remplacée par Mickey's PhilharMagic.

- Snow White's Scary Adventures sur Blanche-Neige (rénovée en 1994[37]). L'attraction ferme le 31 mai 2012 dans le cadre de « New Fantasyland 2012 » pour ne pas faire doublon avec l'attraction Seven Dwarfs Mine Train.
- Le Lagon du capitaine Némo. Une attraction occupant un grand espace sur la droite de Fantasyland, c'était le lac des sous-marins de 20,000 Leagues Under the Sea. L'attraction ferma en 1994 pour des raisons de maintenance. Le lac fut asséché et comblé en 2004-2005 pour être remplacé par une zone de rencontre avec les personnages Disney.

Avec le futur projet « Fantasyland Forest », l'espace asséché va être utilisé à nouveau pour y abriter une partie du nouveau Fantasyland.
L'espace libéré uniquement par l'attraction permettait de doubler la superficie de Fantasyland. Si l'on pousse jusqu'à la voie de chemin de fer (vers le nord) et jusqu'aux rives des Rivers of America (vers l'ouest) la zone aurait permis de construire plusieurs pays dont le mythique Discovery Bay. La superficie correspond à peu près à celle de l'emprise des Rivers of America soit une dizaine d'hectares.

### Mickey's Toontown Fair
Ouvert le 18 juin 1988 afin de célébrer le 60e anniversaire de Mickey Mouse, le pays de Mickey's Birthdayland était une foire avec des tentes où les visiteurs pouvaient rencontrer leurs personnages préférés. Ce pays devait être temporaire, d'où son architecture. Mais le succès fut important, le pays fut rebaptisé Mickey's Starland et le concept utilisé et étendu pour le Mickey's Toontown de Disneyland.
En 1996 le pays fut rénové pour devenir une version campagnarde de Mickey's Toontown et fut rebaptisé Mickey's Toontown Fair. Un parcours de montagnes russes pour enfants fut ajouté, le Barnstormer ; il permet de voler dans de petits avions autour de la ferme de Grand-Mère Donald.
La maison de Dingo, celle de Minnie et le bateau de Donald complètent le site. Une statue évoque un personnage de bande dessinée inventé par Carl Barks, Cornélius Écoutum.
Une vache mythique habita longtemps dans la ferme, Minnie Moo, vache "normande" qui avait sur le flanc trois taches formant la célèbre tête de Mickey.
Le 10 décembre 2010, Disney annonce sur son blog officiel la fermeture le 11 février 2011 de la zone Mickey's Toontown Fair.

### Tomorrowland

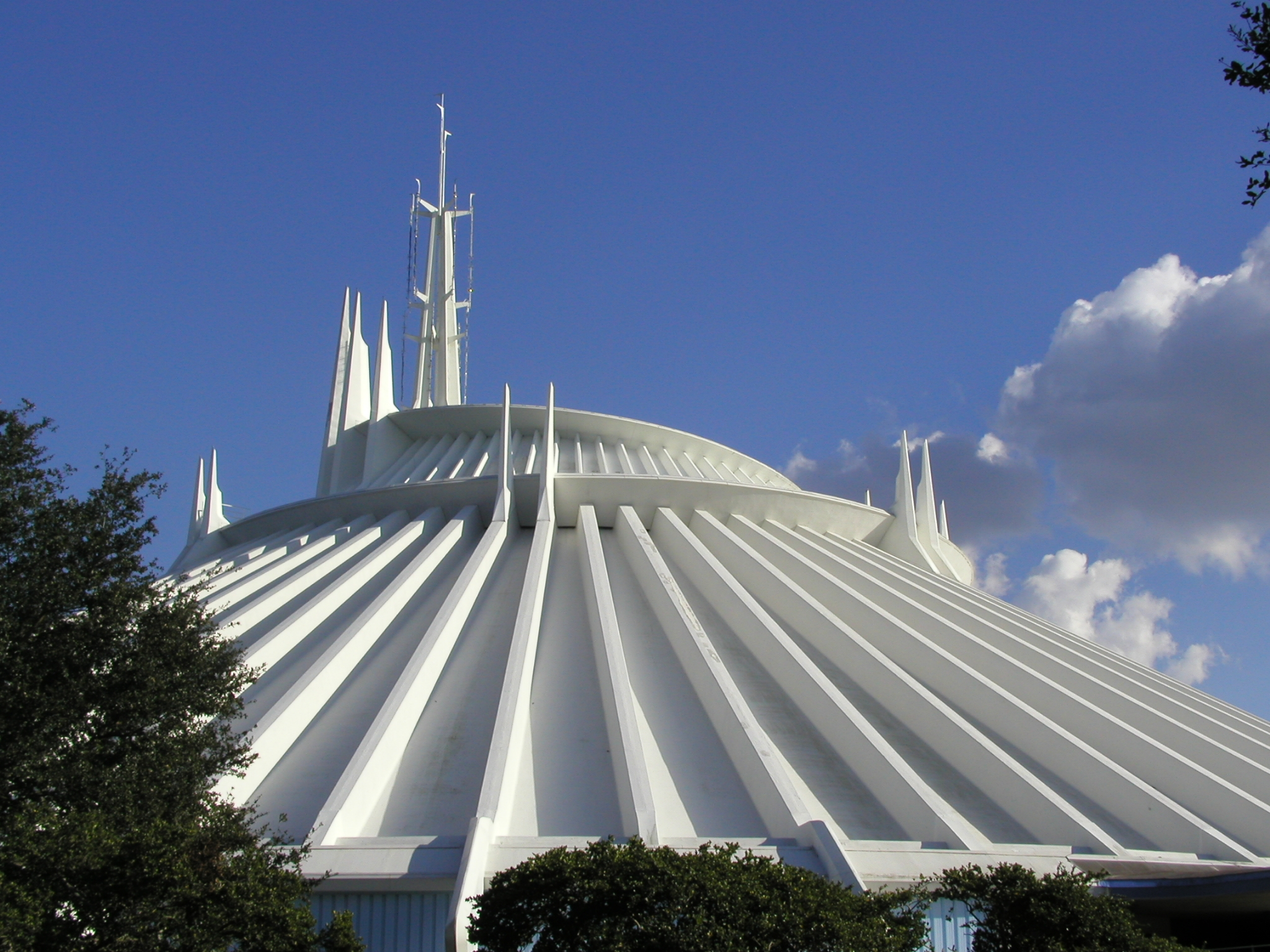
Space Mountain

Le premier Tomorrowland fut construit à l'image de celui de Disneyland, c'était un aéroport spatial d'un blanc immaculé. Le pays se décompose en trois parties, deux voies menant à une place centrale autour de laquelle s'agence les principales attractions. Une voie emmène les visiteurs vers Fantasyland en longeant d'un côté une piste de course, de l'autre des restaurants. L'autre voie actuellement baptisée allée des Planètes renvoient les visiteurs vers la place centrale du parc et le château.
Une piste de course Tomorrowland Indy Speedway, avec des voitures miniatures de type Indy car, était le seul élément non futuriste. L'attraction fut raccourcie en 1988 pour construire Mickey's Toontown Fair.

#### Tomorrowland d'origine
- Le 28 novembre 1974, Starjets ouvrit sur la place centrale de Tomorrowland servant à la fois d'icône visuelle et d'attraction. C'était un manège avec des fusées tournant autour d'un propulseur Saturn V, remplacé par Astro Orbitor.
- Une attraction basée sur un cinéma à 360°, Circle-Vision 360°, changea très souvent de nom et de thème.
  - America the Beautiful entre novembre 1971 et 1974 puis de 1975 à 1979.
  - Magic Carpet Around the World en 1974 puis de 1979 à 1984.
  - American Journeys de 1984 à 1994.
  - Puis le Timekeeper version anglaise du Visionarium du parc Disneyland français, depuis fermé et remplacé par Monsters, Inc. : Laugh Floor (attraction interactive inspirée de Stitch Encounter ou Turtle Talk with Crush).
- En décembre 1971, une attraction basée sur un voyage dans l'espace débuta dans l'aile sud de l'avenue des Planètes près de la place centrale. Flight to the Moon emmenait les voyageurs vers la Lune. En juin 1975, Mars fut la nouvelle destination et l'attraction rebaptisée Mission to Mars. En 1994, l'attraction fut remplacée par Alien Encounter. Cette dernière ferma en 2003 et fut transformée en Stitch's Great Escape!, ouvert à ce jour.
- Juste à côté des vols spatiaux, plus près du cœur de Tomorrowland, un autre vol If You Had Wings permettait de découvrir depuis juin 1972, la Terre vue d'en-haut.  En 1987 l'attraction fut mise à jour et renommée If You Could Fly, puis Delta Dreamflight en juin 1989, sponsorisée par Delta Air Lines. En 1994 elle prend le nom de Disney's Take Flight après la perte de son sponsor. En 1998, Buzz L'éclair reprend la place.

#### Nouveau Tomorrowland (1994)
En 1994 le pays fut totalement rénové pour devenir un congrès interplanétaire d'extra-terrestres. La plupart des attractions ont été changées ou redécorées.
Starjets devint Astro Orbiter, les fusées évoluant au milieu de globes représentant des planètes lointaines
L'extraTERRORestrial Alien Encounter était une attraction qui devait être l'emblème du congrès interplanétaire du nouveau Tomorrowland. Dans le laboratoire X-S Tech, une société d'extraterrestres présente son fleuron de sa haute technologie : le téléporteur. Malheureusement la démonstration ne se passe pas comme prévu. Elle ouvrit en 1994 en lieu et place de Mission to Mars mais fut fermée en 2003 pour être remplacée par Stitch's Great Escape!.
Buzz Lightyear's Space Ranger Spin a ouvert en novembre 1998 à la place de Take Flight. C'est une "balade" dans l'espace où le visiteur doit aider le héros à tuer les monstres de l'Empereur Zurg à coup de rayon laser, chaque cible atteinte marquant des points. Une version plus sophistiquée baptisée Buzz Lightyear's Astro Blasters existe à Disneyland et à Tokyo Disneyland.
En 1975 le pavillon du Carousel of Progress de la Foire internationale de New York 1964-1965 arriva en Floride après quelques années à Disneyland. Le spectacle y perdit sa chanson principale, remplacée par une autre, sur demande de son sponsor, General Electric. Il présente au moyen d'un théâtre de 250 places tournant autour d'une scène centrale, les bienfaits de l'électricité. Ce thème vient du fait que General Electric avait commandé à Walt Disney ce pavillon pour l'exposition de New York. En 1994, l'aspect extérieur changea pour devenir plus futuriste et le nom de Walt Disney fut ajouté devant celui de l'attraction afin de rappeler que c'était « sa vision ». De plus, la musique originale, There's a great big beautiful tomorrow, a été réinstallée et les audio-animatronics ont été mis à jour (avec principalement un réenregistrement de certaines voix).

#### Tomorrowland actuel
Depuis, l'idée de base de créer un « congrès interplanétaire d'extra-terrestres » a été abandonné. Le design extérieur est resté le même (reprenant un style architecturale des bandes-dessinées de science-fiction des années 1930).
Cependant, à la suite de l'échec commercial d'Euro Disney Resort en 1992, une partie du projet Tomorrowland 2055 n'a pas été achevée. On peut le constater avec les décors d'entrée du land qui ont été changés et les décors du fond du land, qui n'ont pas été modifiés depuis l'ouverture du parc.
La version originale de Space Mountain fut construite dans le Magic Kingdom et ouverte le 15 janvier 1974, après plus de dix ans d'étude, une version plus petite fut ajoutée en 1977 à Disneyland. À la différence de toutes les autres attractions homonymes, celle-ci contient deux circuits opposés (appelés Alpha et Oméga) identiques. Le dôme a été construit à l'extérieur du Railroad qui délimite le parc. La montagne s'élève à 58 mètres au-dessus du sol et s'enfonce à 5 mètres.
L'attraction a été mise à jour en 2009 avec un changement de couleur de l'enseigne, une importante réhabilitation de la file d'attente (avec l'ajout de jeux sur écrans géants afin d'occuper l'attente parfois longue), l'ajout d'un fond musical dans le parcours et enfin une mise à jour du post-show avec des destinations imaginaires possible.
Stitch's Great Escape! remplace Alien Encounter depuis le 16 novembre 2004.
Autour de la place Tower Plaza, un système de transport permet de faire le tour du pays. C'est le WEDWay PeopleMover, ouvert depuis le 1er juillet 1975 et renommé Tomorrowland Transit Authority en 1996. Il est inspiré du même système que WEDWay construit à Disneyland et depuis disparu, le PeopleMover.
Un théâtre occupe l'espace entre l'attraction Buzz Lightyear Space Ranger Spin et le bâtiment circulaire du Carousel of Progress. Il n'est plus cité sur les plans actuels. Depuis 2009, une scène de spectacle a été montée à côté du Tower Plaza (dans l'espace entre les toilettes et l'embarcadère de l'Astro Orbiter) avec un écran incrusté qui présentait un spectacle avec Stitch mais rapidement arrêté par manque de popularité.
Le 7 juin 2006, l'attraction Timekeeper a été remplacée par une attraction interactive basée sur le film Monstres et Cie, inspirée du système de Turtle Talk with Crush et Stitch Encounter/Live nommée Monsters, Inc. : Laugh Floor.
Début juillet 2017 une rumeur indique que l'attraction Tron Lightcycle Power Run pourrait être construite au Magic Kingdom de Disney World à proximité de Space Mountain avec une ouverture pour le 50e anniversaire du parc en 2021,. Lors de l'expo D23 de 2017, l'annonce est officialisée ; l'architecture de l'attraction sera semblable à la version de Shanghai,. Le 21 novembre 2017, un permis de construire permets de connaître l'emplacement de l'attraction , derrière et au nord de Space Mountain. Le 19 janvier 2018, Disney World dépose des permis de construire pour l'attraction Tron Lightcycle Power Run. L'attraction ouvre le 4 avril 2023.

### Événements

#### Spectacles
- à Castle Forecourt Stage:
  - Best of Disney (? - 1995?)
  - 15 Years of Magic
  - Disneymania
  - Everyday's a Holiday (? - 1999)
  - Spirit of America (1987)
  - Cinderella's Surprise Celebration (2001-mas 2005)
  - Cinderellabration (avril 2005-16 août 2006)
  - Dream Along with Mickey (septembre 30, 2006)
- à Fantasyland Theater:
  - Mickey Mouse Revue (1971 - 1980)
  - Magic Journeys (1987 - 1993)
  - Legend of the Lion King (1994 - 2002)

#### Parades
- Dumbo's Circus Parade sur le thème de Dumbo, du 2 janvier au 21 décembre 1979[50]

## Alentours du parc
Devant le parc le lagon artificiel Seven Seas Lagoon, relié à un lac naturel Bay Lake, a permis d'assécher les marécages nombreux en Floride. Autour de ce lac, des hôtels furent construits, reliés entre eux par un monorail. La voie du monorail est double  permettant le passage d'un autre monorail direct reliant le parc à un énorme parking de surface. Un spectacle nautique nocturne y est régulièrement présenté : Electrical Water Pageant.
Le parking, situé de l'autre côté du Seven Seas Lagoon, a été réduit afin d'accueillir une piste de course, la Disney's Speedway.

## Fréquentation
Fréquentation annuelle 

20 963 000 (2019)
6 941 000 (2020)
12 691 000 (2021)
17 133 000 (2022)